# دار منصور (العدين)

تعديل مصدري - تعديل

دار منصور محلة تابعة لقرية الحصابين، التابعة لعزلة عردن بمديرية العدين إحدى مديريات محافظة إب في الجمهورية اليمنية، بلغ تعداد سكانها 180 حسب تعداد اليمن لعام 2004.